# Programirana celična smrt
Programirana celična smrt je skupno ime za dva različna celična procesa, apoptozo in citoplazemsko celično smrt, ki pripeljeta do razgradnje celice. Za razliko od tega nekroza ni vrsta programirane celične smrti, saj nastopi zaradi delovanja zunanjih dejavnikov, ki privedejo do vnetnega procesa. Poznamo dva tipa programirane celične smrti:
1. Apoptoza (celična smrt tipa I) privede do postopne razgradnje DNA in proteinov, to pa končno povzroči, da odmrlo celico fagocitirajo imunske celice. Ključno vlogo pri apoptozi ima mitohondrij, iz katerega se sprošča citokrom c in vrsta proteolitičnih encimov - kaspaz.
2. Citoplazemska celična smrt (celična smrt tipa II) pa je proces, pri katerem se celični organeli in citoplazma obdajo z membrano in postopno razgradijo z delovanjem lizosomskih encimov (avtofagocitoza), jedro pa se razgradi nekoliko počasneje.